# On and On (canción)
«On and On» es una canción interpretada por Gladys Knight & the Pips. Fue publicada el 22 de febrero de 1974 a través del sello Buddah Records como la tercera canción de su álbum Claudine.

## Recepción de la crítica
Un escritor no especificado de la revista Cash Box indicó: “Curtis Mayfield escribió y produjo aquí, por lo que su influencia es una fuerza dominante”. James Hamilton de Record Mirror describió «On and On» como un “corte romántico y tierno, pero también le faltan pelotas”.

## Galardones
| Año  | Premio               | Categoría              | Destinatario    | Resultado | Ref.  |
| ---- | -------------------- | ---------------------- | --------------- | --------- | ----- |
| 1974 | Premios Globo de Oro | Mejor Canción Original | Curtis Mayfield | Nominado  | [ 4 ] |

## Lista de canciones
Todas las canciones escritas y compuestas por Curtis Mayfield.
1. «On and On» – 3:20
2. «The Makings of You» – 2:24

## Versión alternativa
«On and On» fue editada para su lanzamiento como sencillo principal de la banda sonora de Claudine. La versión editada de 3:20 apareció como un bonus track en la edición de lujo de 2013 de I Feel a Song.

## Posicionamiento

### Gráfica semanal
| Gráfica (1974)                                  | Pico de posición |
| ----------------------------------------------- | ---------------- |
| Canadá (RPM Top Singles)                        | 13               |
| Estados Unidos (Billboard Hot 100)              | 5                |
| Estados Unidos (Billboard Hot Soul Singles)     | 2                |
| Estados Unidos (Cash Box R&B Top 70)            | 1                |
| Estados Unidos (Record World R&B Singles Chart) | 1                |

### Gráfica de fin de año
| Gráfica (1974)           | Pico de posición |
| ------------------------ | ---------------- |
| Canadá (RPM Top Singles) | 132              |

## Certificaciones y ventas
| País                                                     | Certificación | Ventas   |
| -------------------------------------------------------- | ------------- | -------- |
| Estados Unidos (RIAA)                                    | Oro           | 500 000* |
| *cifras de ventas basadas únicamente en la certificación |               |          |